# Минимал (песня)
«Минимал» — песня российского рэп-хип-хоп исполнителя Элджея. Песня была выпущена и опубликована на официальной страничке Вконтакте 11 декабря 2017 года. Трек издан в качестве сингла лейблом ZBV по лицензии Universal Music. Текст песни написал Алексей Узенюк, а продюсером стал Гарик Тамразян, в узких кругах известен как Гарик Тамара.
Сингл занял четвёртое место в чарте Top Radio & YouTube Hits и держался в топе чарта на протяжении 24 недель. 8 июня 2018 года Элджей исполнил песню «Минимал» на церемонии вручения премии Муз-ТВ 2018 и победил в номинации «Прорыв года».
По итогом 2018 года, композиция заняла первое место в списке самых прослушиваемых песен в России по версии Радио Шансон.

## Музыкальное видео
Музыкальный клип вышел 4 апреля 2018 года. Режиссёром клипа стал Максим Шишкин, который также снял клипы на другие песни с альбома «Sayonara Boy X», такие как «360», «1love».
По словам Максима Шишкина, клип задумывался как максимально аутентичный, поэтому в нём присутствует сцены убийства и кровь, а также азиатская эстетика. Одновременно с этим режиссёр не стал отступать от уже сформировавшегося стиля Элджея и добавил к видео клубную тематику и неоновый свет.
В центре сюжета клипа - конфликт между исполнителем и девушкой, вероятно испытывающей к нему серьёзные чувства. Однако, для Элджея они ничего не значат, он считает такие отношения неправильными (исходя из текста песни), предпочитая клубный образ жизни, с активным употреблением алкоголя и использованием девушек исключительно для сексуального удовлетворения. На этой почве герои ссорятся, Элджей выгоняет девушку с вещами, совершенно об этом не сожалея, ведь у него много других. Спустя некоторое время, она находит его на вечеринке в клубе, но поведение Элджея не изменилось, он по прежнему равнодушен к героине. Тогда, в отместку за такое отношение, она достаёт катану с надписью "さようなら少年" (Sayonara Boy) на клинке, и устраивает резню, убивая всех присутствующих. После этих событий полиция обнаруживает на месте происшествия большое количество окровавленных трупов и главного героя, в которого воткнут меч. При попытке работников полиции взяться за меч, рукоятка начинает светиться, а главный герой неожиданно оживает.
Клип запрещён в Саудовской Аравии, по причине ненависти к арабам.

## Чарты

### Еженедельные чарты
| Чарт (2017—2018)                 | Лучшая позиция |
| -------------------------------- | -------------- |
| СНГ (TopHit)                     | 4              |
| СНГ Top Radio Hits (Tophit)      | 25             |
| Россия Top YouTube Hits (Tophit) | 22             |